# Parafia Świętych Aniołów Stróżów w Wałbrzychu
Parafia Świętych Aniołów Stróżów – parafia rzymskokatolicka w Wałbrzychu znajdująca się w dekanacie wałbrzyskim południowym w diecezji świdnickiej. Była erygowana w XII w. Jej proboszczem jest ks.kanonik dr Wiesław Rusin.Kościołem parafialnym jest kolegiata Najświętszej Maryi Panny Bolesnej i św. Aniołów Stróżów w Wałbrzychu.

## Historia parafii
Kościół ten jest siedzibą dekanatu i centralną świątynią Wałbrzycha. W świątyni tej odbywają się najważniejsze wydarzenia o charakterze diecezjalnym. W 2000 roku nadano mu rangę kościoła Jubileuszowego Roku 2000. Odbywały się pielgrzymki wiernych w celu uzyskania odpustu zupełnego. W kościele tym odbywały się inauguracje roku akademickiego uczelni wyższych Wałbrzycha, wszelkie uroczystości patriotyczne w mieście. Miejsce miały także centralne-miejskie uroczystości nawiedzenia obrazów i figur maryjnych: Matki Bożej Częstochowskiej, Matki Bożej Łaskawej z Krzeszowa, Matki Bożej Fatimskiej, Matki Bożej Sedes Sapientiae (akademickiej); zakończenie peregrynacji Obrazu Jezusa Miłosiernego w dekanatach wałbrzyskich. Przy powoływaniu nowych diecezji w 1992 i 2004. był rozważany jako siedziba biskupa diecezjalnego tzn. przy powoływaniu nowej, trzeciej diecezji na Dolnym Śląsku. Pierwotnie miała to być diecezja wałbrzysko-nyska, następnie nazywano ją Sudecką, aż wreszcie nazwano ją Świdnicką i siedziba diecezji mieści się w Świdnicy.
Jest jednym z największych kościołów w diecezji świdnickiej, zbudowany w stylu neogotyckim. Kościół ten jest długi na 60 metrów, szeroki na 30, a wysoki na 22 metry. Wiele cech tej wałbrzyskiej świątyni zdradza silną inspirację wrocławską kolegiatą św. Krzyża. Wybudowana została w latach 1898-1904 jako jedno z ostatnich dzieł Alexisa Langera. W 2000 prezbiterium tej kolegiaty zostało przebudowane i dostosowane do liturgii posoborowej w tym np. święceń kapłańskich.
Na terenie parafii znajduje się Sanktuarium Matki Bożej Bolesnej – Pani Wałbrzycha (najstarsza świątynia Wałbrzycha).
Parafia obejmuje rozległy teren śródmieścia Wałbrzycha i część dzielnicy Podgórze. 
Z parafii pochodzi kilka powołań kapłańskich. W 1964 roku wikariuszem parafii był obecny metropolita abp. Jan Martyniak.
W dniu 3 maja 2010 na uroczystej mszy świętej z okazji nadania Wałbrzychowi patronatu Matki Bożej Bolesnej bp. Ignacy Dec, ordynariusz diecezji świdnickiej, ustanowił kościół Św. Aniołów Stróżów kolegiatą. Jej wezwanie brzmi: Najświętszej Marii Panny Bolesnej i Św. Aniołów Stróżów.
15 września 2010 kościół został uroczyście ogłoszony kolegiatą i powołana została przy niej kapituła składająca się z księży kanoników.

## Proboszczowie po 1945 roku
- ks. Stanisław Grabowski (1945 - 1946)

- ks. Leon Świderski (1947 - 1948)

- ks. Apolinary Wałęga (1948 - 1958)

- ks. Adolf Iwańciów (1958 - 1988)

- ks. Bogusław Wermiński (1988 - 2014)[2]

- ks. dr Wiesław Rusin (od 2014)[3]